# Paperinik
Paperinik è un personaggio dei fumetti, e costituisce l'identità segreta di Paperino. Nato su suggerimento della caporedattrice Elisa Penna a Guido Martina di creare un personaggio ispirato ai fumetti neri italiani, quest'ultimo ideò il personaggio insieme al disegnatore Giovan Battista Carpi e ne scrisse la maggior parte delle avventure per circa un decennio. Paperinik esordì nel 1969, e successivamente è comparso in tantissime storie pubblicate su Topolino e molte altre testate Disney, alcune delle quali dedicate al personaggio.
Inizialmente nato come alter ego furfantesco di Paperino, avente lo scopo di vendicarne i torti personali subiti (anche con azioni al di fuori della legalità), si è in seguito evoluto in un giustiziere, protettore della città di Paperopoli. Inoltre, a partire dal 1996, su una testata a parte è nata la Saga di PK, in cui Paperinik diventa a tutti gli effetti un supereroe e si confronta con nuovi personaggi e antieroi, ma anche nemici molto più spietati, temuti e pericolosi.

## Storia editoriale
Il personaggio esordì nella storia Paperinik il diabolico vendicatore, pubblicata in due parti su Topolino n. 706 e 707 nel giugno 1969. Considerato da molti il prodotto migliore del fumetto Disney italiano, già nel decennio degli anni '70 vennero pubblicate molte altre storie incentrate sul personaggio (ad esempio Paperinik e la giustizia ultrasonica, Paperinik e la Bella Addormentata, Paperinik e l'intrepido signore del fuoco e Paperinik e il signore del raggio di Luna).
Nel 1996 ci fu una rivisitazione del personaggio pubblicata su diverse serie dedicate e note come PK, pubblicate fino al 2005 (PK - Paperinik New Adventures, PK - Pikappa).

## Caratteristiche
Paperinik è un papero mascherato (anche se, nella prima storia non era mascherato e la maschera comparirà solo nelle storie successive), vestito interamente con un costume nero che fu di Fantomius, ladro gentiluomo, con cinturone beige munito di razzi, mantello e cappello da marinaio (per renderlo riconoscibile come Paperino anche ai lettori più piccoli); calza degli speciali stivaletti a molla sempre di Fantomius, e viaggia sulla 313-X, vale a dire la 313 di Paperino opportunamente arricchita da Archimede Pitagorico dei congegni dell'originale "carro-mobile" di Fantomius. Si serve di speciali gadget che l'inventore gli fornisce, tra i quali vale la pena di citare le car-can (caramelle-cancelline, cancellano la memoria), lo stilo sciogli-ferro, il fungo friggitore e vari tipi di pistola: ad acqua, ipnotizzatrice, a microonde, ecc. La principale prerogativa di PK è invece il portentoso Scudo Extransformer.

## Genesi del personaggio
Fin dagli esordi, Paperino viene ritratto come un personaggio antitetico a Topolino, meno coraggioso e più infantile, pigro e meschino; questo portò i lettori a immedesimarsi più facilmente in lui, specialmente viste le sue ansie e nevrosi, caratteristiche tipiche della condizione dell'uomo moderno.
La prima generazione di autori Disney italiani, il primo dei quali era il prolifico Guido Martina, in un periodo che va dagli anni '50 agli anni '80 si concentrò a esasperare comicamente i difetti di Paperino, che appariva particolarmente egoista e fannullone, oltre che inetto e impulsivo e quindi principale artefice della sua stessa sfortuna; perennemente sconfitto, il papero di queste storie era immerso peraltro in un clima familiare di costante conflitto: l'avido zio Paperone e la capricciosa Paperina lo sfruttavano e disprezzavano, il presuntuoso Gastone lo umiliava e persino i nipotini, particolarmente discoli e saccenti, non facevano che criticarlo.
A seguito della richiesta da parte dei lettori di storie in cui Paperino riuscisse a uscirne per una volta vincitore, la caporedattrice Elisa Penna ebbe l'idea di introdurre un nuovo personaggio, ispirata dal successo di cui all'epoca godevano i fumetti neri italiani come Diabolik e la sua parodia Dorellik, film interpretato da Johnny Dorelli; Guido Martina, con il disegnatore Giovan Battista Carpi, ideò e scrisse la storia in questione; oltre che al fumetto nero, il legame al quale venne evidenziato anche dalla presenza della sinistra lettera K nel nome del personaggio, Martina si rifece alle origini stesse del fenomeno dei fumetti neri citando, nel nome di uno dei personaggi della storia (Fantomius) il personaggio di Fantômas, protagonista di una serie di feuilleton di particolare successo all'inizio del XX secolo; Martina realizzò quindi una parodia, genere che amava utilizzare calando i suoi personaggi (i cui difetti erano appunto esasperati a fini umoristici) in trame letterarie, con risvolti satirici o comunque fortemente ironici; la parodia riguardava in questo caso tutto il repertorio narrativo dei romanzi d'appendice che ebbero protagonisti personaggi come, oltre al già citato Fantômas, anche Rocambole e Arsenio Lupin, che furono ispirazione per gli stessi autori del fumetto nero italiano degli anni sessanta.
Sebbene la voce secondo cui l'idea alla base della creazione di Paperinik sarebbe stata di Elisa Penna, sia stata confermata da più fonti, in un'intervista a Guido Martina sulla creazione del personaggio l'autore nomina solo il direttore Gentilini, mentre il disegnatore Massimo De Vita ha recentemente dichiarato che la paternità dell'alter ego mascherato di Paperino sia da attribuirsi esclusivamente a Martina, e che la Penna se ne sia semplicemente attribuito il merito.
Il personaggio di Paperinik nasce come vendicatore mascherato, privo delle velleità supereroistiche, una sorta di giustiziere, che si comporta persino da ladro, che si contrappone a Paperino in quanto quest'ultimo di solito non riesce mai a ottenere ciò che vuole; Paperinik permetteva a Paperino di sfoderare le abilità nascoste, senza però snaturarsi e mantenendo almeno in parte la buffoneria e la semplicità del papero vestito alla marinara; le azioni poco giustificabili del vendicatore erano comunque la logica reazione ai modi truffaldini di Paperone, Gastone, e nelle storie successive Rockerduck e i Bassotti. In un'intervista Martina riferì che:
("Guido Martina, fumettista piemontese, racconta", Stampa Sera)
L'idea che Paperino potesse avere una sorta di riscatto dalle pene quotidiane rappresentava il comune miraggio dell'uomo moderno di sollevarsi dalla propria meschina e ordinaria condizione, e già nel 1949 Carl Barks (autore americano che aveva reso Paperino per la prima volta protagonista di lunghe avventure) aveva scritto la storia Paperino e il superdinamo, in cui Paperino acquisiva temporaneamente una forza straordinaria diventando SuperSnooper, salvo poi tornare normale nell'epilogo con sua somma frustrazione; l'invenzione degli autori italiani è però divenuta col tempo un'identità segreta stabile e duratura, ancora oggi in auge e nota anche al di fuori dell'ambito italiano. Nell'universo Disney Paperino non è del resto l'unico personaggio che ha un'identità segreta: all'epoca della pubblicazione della prima storia di Paperinik erano già comparse storie in cui Pippo, grazie alle super-arachidi, diventava Super Pippo, paladino dei deboli a Topolinia, mentre solo in seguito verranno introdotti nelle strisce disneyane altri "eroi mascherati" come, ad esempio, Paperinika, alter ego di Paperina, e Paper Bat, identità segreta di Paperoga.

## Evoluzione del personaggio

### Il periodonoire gli anni '70
Nella prima storia, Paperinik il diabolico vendicatore, Paperino entra in possesso di Villa Rosa, dimora segreta del ladro gentiluomo Fantomius, dove rinviene il suo diario segreto, le sue armi e il suo costume. Con qualche piccola variazione questo diverrà il suo stesso costume, il cui mantello originale, nero esternamente e rosso nell'interno per dare un aspetto più "fantomatico", sarà sostituito successivamente da uno completamente blu o completamente rosso; in questa storia, come già detto, Paperino si serve della nuova identità per ottenere una rivincita nei confronti dei parenti. Già da questa prima avventura, Paperino sfrutta i marchingegni di Archimede Pitagorico, pur senza informarlo delle sue imprese; non indossa inoltre alcuna maschera al volto, ma nessuno lo scopre perché il vendicatore agisce nelle ore notturne, e infatti viene semplicemente descritto dai poliziotti che lo avvistano come un "bandito con le ali da pipistrello" (per via del mantello e della velocità acquisita dalla 313-X grazie ad Archimede).
Nella seconda avventura, disegnata da Romano Scarpa nel 1970 (Paperinik alla riscossa), di fatto Paperinik non compare: Paperino, travestendosi da Fantomius per una festa in costume, indossa una maschera blu in lattice che copre tutto il capo e presenta cerchiature nere intorno agli occhi, tipica del ladro gentiluomo: agirà poi come Paperinik, vestito da Fantomius, pur senza rivelarsi come nuovo vendicatore neanche questa volta; tuttavia, chiedendo di nuovo aiuto all'inventore, Paperino rivela ad Archimede di essere Paperinik, e costui dimostra di sapere chi sia, come se il vendicatore avesse nel frattempo compiuto altre imprese che non ci è dato conoscere. Nella terza storia (Paperinik torna a colpire del 1971), sempre disegnata da Scarpa, il look di Paperinik diventa definitivo: a metà strada tra il volto scoperto della storia d'esordio e il cappuccio blu della seconda storia, viene introdotta la cerchiatura nera intorno agli occhi, la mascherina che serve per distogliere l'attenzione dai lineamenti del viso e rendere quindi difficile il riconoscimento del papero; in questa terza storia tutti conoscono Paperinik come misterioso criminale e lo temono, ma alla fine, poiché Paperone aveva utilizzato un robot con le sue sembianze, ci si convince che il vendicatore fosse un automa sin dall'inizio; ciò verrà sconfessato, con la prima vera apparizione di Paperinik in pubblico, nella sua quarta storia (Il doppio trionfo di Paperinik).
Paperinik è dunque inizialmente interessato solo a trovare una rivalsa per il suo alter ego Paperino nei confronti della sua famiglia, soprattutto sabotando i loschi traffici dello zio Paperone o i dispetti del cugino Gastone (in quel periodo, Martina interpretava ancora Paperone come il faccendiere senza scrupoli degli esordi barksiani). Qualcosa però cambia già dopo le prime storie (seguiranno avventure come Paperinik e la giustizia ultrasonica, Paperinik e la Bella Addormentata, Paperinik e l'intrepido signore del fuoco e Paperinik e il signore del raggio di Luna), perché se pure Paperinik rimane un eroe alquanto misterioso, tuttavia i toni delle avventure si fanno più comici e meno cupi, e il personaggio affronta adesso nemici dello zio come Rockerduck e i Bassotti, con i loro tentativi di rapina al deposito di Paperone o di truffa alla città; Paperinik si pone spesso al soldo di Paperone pur non avendo questi la coscienza del tutto pulita, e le trame si fanno anche abbastanza ripetitive.
Nel frattempo compare anche una versione femminile del personaggio, Paperinika, alter ego di Paperina sempre creata da Guido Martina e disegnata da Giorgio Cavazzano, che esordisce nel 1973 in Paperinika e il filo di Arianna. È l'alter ego di Paperina che poi ricomparirà nella storia Paperinika contro Paperinik ma successivamente verrà accantonata per un lungo periodo.
Già alla fine degli anni '70 Paperinik è diventato un'istituzione e l'idolo delle folle, essendosi posto di fatto a difesa della città dai criminali, e bisognerà aspettare la metà degli anni '90 e sceneggiatori come Fabio Michelini (autore, con Carpi, di Paperinik e il ritorno a Villa Rosa), Francesco Artibani, Alberto Savini e soprattutto dal 2003 Marco Gervasio, per rivedere il Paperinik più "fantomatico" delle origini.

### Ilperiodo umoristico
Dalla fine degli anni '70 fino agli anni 2000 inoltrati (con le dovute eccezioni), le atmosfere delle storie di Paperinik su Topolino sono più leggere, ed egli perde rapidamente la missione originaria di vendicatore di Paperino; la nuova generazione di sceneggiatori Disney tende a scrivere storie in cui le gag sono sempre più numerose e non risparmiano nemmeno Paperinik, ormai divenuto un vero e proprio "simbolo" cittadino dell'eroe che il maldestro Paperino si ritrova a impersonare, diventando parodia del genere supereroistico tanto in voga in quegli anni e persino un po' parodia dello stesso Paperinik degli esordi; alla comicità graffiante e intrisa di satira di Guido Martina si sostituisce quella più bonaria di autori come Giorgio Pezzin e Bruno Concina, che dissacrano umoristicamente il modello del paladino della giustizia mettendo Paperinik alle prese con le assurde manie della società paperopolese che impediscono spesso all'eroe di svolgere il proprio "mestiere": vanno ricordate Paperinik e la rivolta dei mariti del 1978, scritta da Pezzin e disegnata da Massimo De Vita, ma anche Paperinik e la marcialonga furtiva (1976), Paperino e... il rivale Paperinik (1986), Paperinik e il festival di Sanromolo (1988) Paperinik e la mania collezionistica (1988), Paperinik e la disfida analcolica (1987) e Paperinik e la lotta dietetica (1989) scritte da Pezzin. In questo periodo si arriverà persino a calare Paperinik in parodie di Indiana Jones, lanciandolo in avventurose cacce al tesoro ai quattro angoli del mondo.
Massimo De Vita è il principale disegnatore che si occupa di Paperinik in questo periodo, e tenderà comunque a ridare spessore al personaggio ispirandosi, sul finire degli anni '80, a Batman: pur sempre coinvolto in disavventure comiche, Paperinik è ora dotato di una sorta di bat-segnale luminoso nel cielo, e non si scontra più solo con gli onnipresenti Bassotti ma conosce nuovi avversari criminali fortemente caricaturali come Inquinator, in Paperinik contro Inquinator (1991) e Spectrus nell'ottavo capitolo della saga Alla ricerca della pietra zodiacale (1990), su testi di Sarda.

### Gli anni novanta: Paperinik supereroe
All'inizio degli anni 1990, la neonata Accademia Disney italiana sta vivendo un particolare periodo di crescita; in questi anni nascono numerose nuove testate oltre al classico settimanale, e nel 1993 anche Paperinik, rimasto comunque nell'immaginario dei lettori come l'eroe mascherato Disney per eccellenza, può vantare il proprio albo, inizialmente chiamato Paperinik e altri supereroi, un mensile che ristampa le sue vecchie avventure ma ne pubblica anche di nuove; in queste nuove storie, pur rimanendo legati al genere umoristico, si proporranno sfide via via più complesse per l'eroe mascherato, e in particolare si tenderà ad approfondirne il carattere senza trascurare una tendenza all'introspezione psicologica, come nelle storie scritte da Lucio Leoni a cavallo del nuovo millennio. Contemporaneamente le apparizioni di Paperinik sul settimanale Topolino si diradano, e a metà decennio si prova per la prima volta a recuperare il personaggio facendolo tornare alle origini con le storie Paperinik e l'ultima impresa (1995) e Paperinik e il ritorno a Villa Rosa (1996), guardacaso disegnata proprio dall'artista che aveva creato il personaggio, Giovan Battista Carpi.
Ma la nuova generazione di autori decide di sfruttare fino in fondo le potenzialità inespresse del personaggio, lanciando l'uscita di un'ulteriore testata a lui dedicata nel 1996, con albi mensili dal formato più grande sul modello dei comic-book americani dei supereroi: si tratta di PK - Paperinik New Adventures, ma è solo la prima delle testate che comporranno la saga generalmente conosciuta come PK, una serie che rivisita totalmente Paperinik ponendolo di fronte a minacce intergalattiche, affiancandolo con nuovi potenti alleati e dotandolo di un armamentario molto più sofisticato, che beneficia di tecnologie ultra-moderne; Paperinik diventa a tutti gli effetti un supereroe, mentre prima a ben vedere non lo era mai stato, in quanto privo di armi superpotenti ma dotato solo di gadget. Il desiderio di sperimentare dei tratti da supereroe in Paperino si era visto proprio durante il "periodo umoristico" di Paperinik, e già nella storia del 1981 Paperino aspirante supereroe di Carlo Chendi e del disegnatore Giorgio Cavazzano, Paperino provava a intraprendere una carriera del genere, indossando il manto di alcuni dei più famosi supereroi del fumetto statunitense. Paperinik aveva poi conosciuto un periodo da supereroe nelle storie brasiliane, che però erano caratterizzate da comicità demenziale. Per quanto riguarda l'Italia, sulle pagine del mensile Paperinik, nel corso degli anni novanta, le avventure inedite concedevano campo libero agli autori italiani per calcare la mano sugli aspetti supereroistici del personaggio, in particolare di fronte a quei pochi criminali più elaborati e difficili da combattere come Inquinator che erano stati introdotti su Topolino, andando a sostituire gli onnipresenti Bassotti.
Le storie di PK, però, sono qualcosa di assolutamente nuovo: destinate a un pubblico più adulto di quello che compra il settimanale, sono caratterizzate da trame complesse e ritmo variabile, e dalla trattazione di tematiche nuove e più mature, quali l'amore, il sacrificio, lo scorrere del tempo, la responsabilità, e riflessioni sul rapporto uomo-tecnologia e uomo-natura; in quest'ottica, i personaggi sono profondi, sfaccettati e spesso sottoposti ad una forte introspezione psicologica; vi sono molti antieroi, e lo stile narrativo tocca sia la fantascienza che il thriller. PK è effettivamente un supereroe, ma resta comunque il solito Paperino, un personaggio insicuro e combinaguai che ora ha di nuovo la possibilità di sfoderare tutte le doti nascoste come era stato agli esordi di Paperinik, essendo chiamato a lottare contro minacce più grandi di lui e a migliorare se stesso; in questo senso gli autori di PK, pur ispirandosi ai classici supereroi dei fumetti ne presero anche le distanze, creando un eroe più semplice e fallibile che potesse rappresentare le ambizioni dell'uomo comune che Paperino possedeva.
Queste storie di genere fantascientifico vedono sia ai disegni che alle sceneggiature alcuni degli artisti italiani più innovativi, tra cui Alessandro Sisti, Ezio Sisto, Claudio Sciarrone, Paolo Mottura, Fabio Celoni, Francesco Guerrini, Francesco Artibani, e raccontano la storia di un Paperino che per caso si ritrova a curiosare, da Paperinik, nei meandri dell'imponente Ducklair Tower, dove scoprirà l'esistenza dell'intelligenza artificiale Uno che lo preparerà a combattere nuovi oscuri e potenti nemici. I filoni narrativi comprendono gli scontri con i vampiri alieni Evroniani, la PBI e i viaggi nel tempo. A PKNA seguiranno PK² e PK - Pikappa, fino alla chiusura nel 2005.

### Dal 2000 in poi
Dal 2000 le vendite di PK calano e nel 2002 la serie andrà incontro a un reboot, mentre la testata mensile Paperinik produce meno storie nuove; così, Paperinik torna più spesso su Topolino, anche con il ciclo umoristico OK Paperinik di Artibani-Barbucci; in particolare, però, autori come Marco Gervasio riprendono le fila del ritorno alle origini di Paperinik lasciate in sospeso nel 1996, affrontando la sua vicenda in maniera più seria e organica per esplorare il passato di Fantomius e aprire nuovi scenari:
- Paperinik e la fortuna sotterranea, di Artibani e Cavazzano, che nel 2000 riportano dopo una lunga assenza l'eroe sulle pagine di Topolino;
- Paperinik contro le Giovani Marmotte, di Sarda-Gervasio, dove viene presentata, per la prima volta, la Casa dell'Ermellino, un altro dei rifugi di Fantomius;
- Paperinik e la minaccia al rifugio, di Savini-Cavazzano, in cui per alcuni lavori alle fondamenta della casa di Paperino, Paperone rischia di scoprire il rifugio segreto di Paperinik;
- Paperinik e l'estate a Villa Lalla, di Michelini-Gervasio, dove fa la sua prima apparizione Villa Lalla, rifugio estivo di Fantomius;
- Paperinik e l'ombra di Fantomius, di Marco Gervasio, dove viene rivelato il vero nome di Fantomius, Lord Quackett;
- Paperinik e la rivincita di Cornelius Coot, di Artibani-Gervasio;
- Paperinik e l'intrigo sotterraneo, di Ambrosio-Ziche;
- Paperinik e gli ospiti impossibili, di Marco Bosco, Massimiliano Valentini, Andrea Freccero.

Nel 2008 il personaggio conosce un effimero restyling in seno alla saga Ultraheroes.
Nell'ultimo decennio invece, ritorna la saga di PK stavolta su Topolino dal 2014, con il nome PK - Nuova era, che si aggancia direttamente alla continuity delle prime due serie, finché approda su un albo dedicato nel 2019; con il nuovo "trasferimento" della saga, su Topolino ricominciano le storie scritte da Marco Gervasio che riprendono ancora più spiccatamente il personaggio noir degli esordi, in occasione dei 50 anni dello stesso:
- Paperinik e l'inghippo del "B&B" (2019)
- Paperinik e la disfida di Villa Rosa (2019)
- Paperinikland (2020)

## Collane dedicate
Le storie del personaggio sono comparse inizialmente sul settimanale Topolino e poi su altre testate dedicate:
- Paperinik e altri supereroi (aprile 1993 – aprile 2005): in seguito rinominata semplicemente Paperinik, ristampava storie già pubblicate sul settimanale Topolino e ha proposto storie inedite.
- Paperinik Cult (maggio 2005 – settembre 2011): ristampava storie già pubblicate sul settimanale Topolino stavolta in ordine cronologico, ma anche quelle inedite comparse sul mensile Paperinik e quelle della terza serie di PK.
- Paperinik Appgrade (ottobre 2012 – dicembre 2016): presentava ristampe di storie già pubblicate sul settimanale Topolino oltre a storie inedite fra le quali tre miniserie nelle quali il classico Paperinik affronta i nemici di PK senza essere un seguito delle collane originarie ma racconti a sé stanti ambientati in un universo alternativo. Vi compaiono sia personaggi classici come Paperone e Archimede che nuovi provenienti dal mondo PK.
- Paperinik (gennaio 2017 – in corso).
- Paperinik - Le origini del mito (agosto 2019 - ottobre 2020) collana pubblicata dal quotidiano Corriere della Sera, composta da 86 volumi contenente tutte le storie in ordine cronologico del personaggio, dal 1969 al 2013.

## Altri media

### Televisione
Paperinik ha fatto la sua prima apparizione nei cartoni animati all'interno della Camminata Disney, sigla animata realizzata da Romano Scarpa nel 1982 per il programma Topolino show.

### Videogiochi
Nel 2002, Ubisoft ha pubblicato il videogioco Chi è PK?, su PlayStation 2 e Nintendo GameCube. Il gioco, un platform 3D in cel-shading, permette di impersonare PK che, armato di scudo Extransformer ed aiutato da Uno, deve scongiurare un'invasione evroniana.
Per un certo periodo, all'epoca degli albi di PK² (2001-2002), sul sito web di Disney Italia è stato disponibile PK Race, semplice videogioco gratuito realizzato in Adobe Flash: con visuale dall'alto, Pk, a bordo della Pi-kar, doveva portare a termine un percorso evitando ostacoli (tombini, macchie d'olio), raccogliendo bonus (il cappello di PK o "il pulcino Waldo", mascotte del Duckmall), rimanendo entro stretti limiti di tempo e punteggio e ricevendo messaggi sulla falsariga delle spiritose risposte alle lettere della redazione («Complimenti, non ti sei ancora arreso! Ti meriti una patente per il triciclo»). Altri piccoli videogiochi, ma amatoriali (non ufficiali), sono stati creati da alcuni fan.

## Edizioni estere
In Brasile le prime due storie del personaggio comparvero nel 1973 sui numeri 27 e 28 di Almanaque Disney, in versione rimaneggiata e censurata: in particolare la casa editrice Abril, disapprovando il comportamento di Paperino/Paperinik nelle due storie, fece riscrivere e ridisegnare i finali di entrambe le storie, in modo da non farlo prevalere su Gastone (che nel finale modificato della prima storia viene scagionato da un alibi dall'accusa di essere Paperinik, mentre nel finale apocrifo della seconda storia scopre il covo segreto di Paperinik e il diario di Fantomius, costringendo Paperino a confessare davanti ai parenti di essere Paperinik e a giurare che non avrebbe mai più vestito i panni del diabolico vendicatore). Nei cinque anni successivi il personaggio scomparve dalle pubblicazioni brasiliane, ricomparendo solo nel 1978 a partire dalla storia Paperinik e la giustizia ultrasonica: per reintrodurre il personaggio e risolvere il problema di continuity introdotto con il finale apocrifo di Paperinik alla riscossa, vennero aggiunte quasi due pagine di prologo che riassumevano le prime due storie, nonché un'ulteriore pagina e mezza a metà storia che mostrava Paperino far dimenticare al parentado la sua identità segreta ricorrendo alle car-can. Da allora il personaggio divenne una presenza stabile nelle pubblicazioni brasiliane, anche se le storie pubblicate, soprattutto quelle martiniane, continuarono a subire censure volte a rimuovere o edulcorare le scene ritenute troppo violente o irriverenti nei confronti dell'ordine costituito. Il personaggio divenne protagonista a partire dal 1986, con il nome Superpato (cioè super papero), di storie realizzate in Brasile di genere demenziale. Tra i suoi compagni c'è Paperinika (Superpata). Nelle storie brasiliane, alcune delle quali tradotte in italiano e pubblicate soprattutto sui mensili quali l'Almanacco Topolino, Paperinik entra a far parte del Club dei supereroi, di cui fanno parte Paperinika e altri supereroi disneyani.
Nei paesi del Nord Europa e scandinavi (Norvegia, Svezia, Finlandia), sia le storie italiane più vecchie che quelle della nuova versione rivisitata PK vennero presto pubblicate; in Danimarca la Egmont ha anche prodotto alcune storie sul personaggio come Paperinik e gli occhiali magici, di Susanne Staun, Flemming Andersen e José Colomer Fonts. In Germania, dove è noto come Phantomias, ha ricevuto sia una serie personale, con l'edizione in lingua tedesca di PKNA (le avventure di PK), sia la stampa, su varie testate Disney, delle storie classiche italiane e brasiliane.
In Francia è noto come Fantomiald e ne sono state prodotte storie dagli anni ottanta come Fantomiald contre les éléments (Paperinik e l'idolo del volo, 1987), di Patrick Galliano e Maximino Tortajada del Comicup Studio sul n. 1790 di Le Journal de Mickey.
In Spagna è noto come Patomas ma nelle traduzioni delle prime storie di produzione italiana il personaggio (nonché il suo precursore Fantomius) è stato caratterizzato come una sorta di Robin Hood. Le storie di produzione italiana sono state pubblicate anche in Grecia, Paesi Bassi, Indonesia, Polonia, Islanda.
Nel 2000 il personaggio venne introdotto negli Stati Uniti con il nome di Duck Avenger in una storiella autoprodotta in due parti, pubblicata sulla testata Disney Adventures, che riscriveva le origini del personaggio parodiando la serie italiana PKNA. Nel 2015 e 2016 vennero proposte anche le storie iniziali degli anni settanta pubblicate negli USA negli albi Donald Duck editi dalla IDW. A queste seguì la testata Duck Avenger, interrottasi dopo pochi numeri, che pubblicava per la prima volta negli Stati Uniti le storie di PKNA.
Come per tutti i personaggi Disney, anche Paperinik ha, nei diversi paesi del mondo, altri nomi:
- Brasile e Portogallo: Superpato
- Danimarca: Stålanden
- Finlandia: Taikaviitta
- Francia: Fantomiald
- Germania: Phantomias
- Giappone: Mighty PowerducK
- Grecia: Phantom Duck
- Inghilterra: Paperinik e Super Duck
- Norvegia: Fantonald e Superdonald
- Paesi Bassi: Fantomerik
- Polonia: Superkwęk
- Spagna: Patomas
- Stati Uniti: Duck Avenger e Phantom Duck
- Svezia: Stål-Kalle
- Ucraina: папериник